# گوردون هایتس (نیویورک)
گوردون هایتس (به انگلیسی: Gordon Heights) یک منطقهٔ مسکونی در ایالات متحده آمریکا است که در شهرستان سافک، نیویورک واقع شده‌است. گوردون هایتس ۴٫۴۵ کیلومتر مربع مساحت و ۴٬۰۴۲ نفر جمعیت دارد و ۴۷ متر بالاتر از سطح دریا واقع شده‌است.